# Градец (Скадар)
Градец (алб. Gradec) је насељено место у општини Велика Малесија у округу Скадар, Албанија. Према попису из 1989. године било је 835 становника.
Градец су једно од насеља малисорског племена Кастрати. Српски етнолог Андрија Јовићевић, 1923. године наводи да Градец има 20 кућа.